# 羊飼いの補題
数学における羊飼いの補題（ひつじかいのほだい、仏: lemme des bergers）または羊飼いの原理 (principe des bergers) は組合せ論的性質である。

初等的に述べれば 
羊飼いの補題 ― 集合 E がそれぞれ r 個の元を持つ p 個の部分集合に分割されるならば、E は p × r 個の元を持つ。
名称 «lemme des bergers» は次のような状況を表している: 「羊の脚しか見ていない羊飼いは、脚の数を4で割ると羊の頭数が分かる。」.
E の元の数が既知で、p または r のうち一方はわかっているが他方は分からないという状況のとき、補題を適用すれば、p または r のうち分かっていなかった残りの数を知ることができる（それには、E の元の数を p または r の分かっている方で割れば十分である）。

より抽象的かつ一般な形で述べれば以下のようになる: ただし、ƒ−1({y}) は、元 y の写像 ƒ に沿った原像とする 
羊飼いの原理 ― 集合 X および Y が与えられ、それらの濃度がそれぞれ 𝔞 および 𝔟 であるとする。このとき全射 ƒ: X → Y が存在して、どの y ∈ Y に対しても ƒ−1({y}) が同じ濃度 𝔠 を持つならば、𝔞 = 𝔟𝔠 である。

## 注